# Èlina Avanesyan
Èlina Ararati Avanesyan, nella traslitterazione armena, mentre Elina Araratovna Avanesjan nella traslitterazione russa (in russo Элина Араратовна Аванесян?, in armeno Էլինա Արարատի Ավանեսյան?; Pjatigorsk, 17 settembre 2002), è una tennista russa naturalizzata armena.

## Biografia
Avanesjan è nata a Pjatigorsk, in Russia, da una famiglia armena. I suoi genitori sono originari di Nagorno Karabakh e si sono trasferiti in Russia nel 1992 durante la prima guerra del Nagorno Karabakh. Ha un fratello e una sorella.
Il 5 agosto 2024 effettua un cambio di nazionalità e una settimana dopo rappresenta ufficialmente l'Armenia nel Cincinnati Open 2024.

## Carriera
Elina Avanesjan ha vinto 5 titoli in singolare e 9 titoli nel doppio nel circuito ITF in carriera.
Il 13 gennaio 2025 ha raggiunto il best ranking in singolare alla 41ª posizione mondiale, e il 12 agosto 2024 in doppio alla 163ª posizione.
Ha fatto il suo debutto nel circuito maggiore al Copa Colsanitas 2022 nel singolare, dove ha raggiunto i quarti di finale perdendo dalla prima testa di serie Camila Osorio; mentre, agli US Open 2022, compie la sua prima apparizione in un Grand Slam dopo aver superato le qualificazioni (sconfiggendo la testa di serie numero 10 Laura Pigossi, Maja Chwalińska e la testa di serie numero 26 Moyuka Uchijima), entrando per la prima volta nel main draw, sconfitta all'esordio dalla serba Aleksandra Krunić.

### 2023: primi ottavi slam e ingresso in top-100
La russa prova le qualificazioni per l'Australian Open, fermandosi al secondo turno contro Sophie Chang. Passa le quali a Merida, uscendo poi al primo turno contro Xinyu Wang in tre set. Dopo non essere entrata nel main-draw di Austin, raggiunge la semifinale del '125' di San Luis Potosi, perdendo da Elisabetta Cocciaretto. A Bogotà, Elina sconfigge l'ex top-5 Sara Errani con un netto 6-1 6-0 prima di cedere a Peyton Stearns, che poi giungerà in finale. In maggio, vince l'ITF di Wiesbaden, il più importante della sua carriera, battendo in finale Jaimee Fourlis (6-2 6-0).
Ottiene al Roland Garros il suo miglior risultato in uno slam: dopo essere entrata nel tabellone principale come lucky loser, elimina al primo turno la n°12 del seeding Belinda Bencic con lo score di 6-3 2-6 6-4. Al secondo turno batte la wild-card locale Jeanjean (6-0 7-5) e poi si impone sulla qualificata Tauson (3-6 6-1 7-5), raggiungendo così i suoi primi ottavi di finale in un major. Nella circostanza, cede il passo in due set a Karolína Muchová, che poi arriverà in finale. Grazie allo splendido torneo, Elina riesce a entrare nella top-100 per la prima volta in carriera, piazzandosi all'81º posto del ranking.
Sull'erba, arriva nei quarti del '500' di Berlino nuovamente da lucky loser, eliminando nel main-draw la n°11 del mondo Kasatkina e Blinkova; tra le ultime otto, si arrende a Donna Vekić. Dopo non aver passato le qualificazioni per Wimbledon, centra due quarti di finale nei '250' su terra di Budapest e Losanna.
Sul cemento americano, ottiene il suo primo successo nel main-draw dello US Open contro l'ex top-15 Cornet (6-2 1-6 6-4); al secondo round, viene sconfitta dalla 20ª forza del seeding Ostapenko solo per 5-7 al terzo set. Il 18 settembre migliora il suo best-ranking, issandosi fino alla 62ª posizione.
Grazie all'ottima stagione disputata, termina l'anno per la prima volta in top-100, al n°75 del mondo.

### 2024: terzo turno Australian Open, prima finale WTA, cambio nazionalità e top-50
Dopo un secondo turno ad Auckland, Elina raggiunge per la prima volta il terzo round all'Australian Open, battendo Bai e la n°8 del mondo Sakkarī, centrando il primo successo in carriera su una top-10; nei sedicesimi viene sconfitta da Kostjuk in tre set. Dopo due uscite premature a Cluj-Napoca e Indian Wells, a Miami batte Èrika Andreeva e la n°6 del mondo Jabeur, cogliendo il primo terzo turno in un WTA 1000; in tale circostanza, la russa viene eliminata da Collins.
Su terra, dopo varie uscite nei primi turni, replica gli ottavi di finale ottenuti un anno prima al Roland Garros, sconfiggendo Zhu, la connazionale Blinkova e la top-10 e recente finalista slam Zheng. Tra le ultime sedici, si arrende alla futura finalista Paolini in tre set. Dopo scarsi risultati su erba, tra cui un secondo turno a Wimbledon sconfitta da Samsonova, coglie i quarti nel '250' di Budapest, dove soccombe a Schmiedlová. Si presenta quindi al nuovo WTA 250 di Iași dove è accreditata della 5° testa di serie: dopo un comodo successo su Romero Gormaz, vince in tre set su Petra Martić per poi prevalere sulla padrona di casa Cristian. Avanesjan ottiene così la sua prima semifinale annuale, dove si impone su Chloé Paquet in due set. Raggiunge così la sua prima finale WTA in carriera, dove è chiamata ad affrontare la n°1 del seeding Mirra Andreeva. Tuttavia, Elina non riuscirà a completare la finale, costretta al ritiro sul punteggio di 7-5, 5-7, 0-4.
Ad agosto finalizza il cambio di nazionalità passando da quella russa a quella armena.
Sul cemento americano, ben figura a Cincinnati: dopo non aver passato le qualificazioni, rientra nel main-draw come lucky-loser e batte due ex-campionesse slam come Bianca Andreescu e Jeļena Ostapenko; al terzo turno, viene eliminata da Ljudmila Samsonova. Grazie a questo risultato, si avvicina alla top-50. Allo US Open, si arrende all'esordio a Beatriz Haddad Maia.
Nello swing asiatico, raggiunge come miglior risultato il terzo turno nel '1000' di Pechino, dove si arrende alla qualificata Starodubceva. 
Termina l'anno per la prima volta nelle prime 50 del mondo, al n°44.

### 2025: prima semifinale in un WTA 500 ebest-ranking
Avanesjan inizia l'anno a Brisbane: elimina Šramková e la n°12 del mondo Badosa, giungendo agli ottavi, dove cede a Jabeur. A Hobart, accreditata della 6° testa di serie, raggiunge la semifinale, sconfiggendo le qualificate Wang e Minnen e approfittando del walk-over di Anisimova; nel penultimo atto, soccombe a McCartney Kessler. All'Australian Open, esce di scena all'esordio contro Julija Putinceva. Dopo alcune uscite premature a Linz, Doha e Dubai, ottiene un ottimo risultato nel WTA 500 di Mérida: prevalendo su Fręch, Bouzas Maneiro e Joint, coglie la semifinale, la prima in assoluto a questo livello. Nella circostanza, si arrende alla futura campionessa Emma Navarro con un duplice 3-6. Grazie al risultato, fa il suo ingresso in top-40 e, il 17 marzo, raggiunge il suo best-ranking al n°37.

## Statistiche WTA

### Singolare

#### Sconfitte (1)
| Legenda              |
| -------------------- |
| Grande Slam (0)      |
| Argenti Olimpici (0) |
| WTA Finals (0)       |
| WTA Elite Trophy (0) |
| Dal 2021             |
| WTA 1000 (0)         |
| WTA 500 (0)          |
| WTA 250 (1)          |

| N. | Data           | Torneo          | Superficie  | Avversaria in finale | Punteggio          |
| 1. | 26 luglio 2024 | Iași Open, Iași | Terra rossa | Mirra Andreeva       | 7-5, 5-7, 0-4 rit. |

## Statistiche ITF

### Singolare

#### Vittorie (5)
| Torneo $100.000 (1) |
| Torneo $80.000 (0)  |
| Torneo $60.000 (1)  |
| Torneo $40.000 (0)  |
| Torneo $25.000 (0)  |
| Torneo $15.000 (3)  |

| N. | Data              | Torneo                                | Superficie  | Avversaria in finale | Punteggio        |
| 1. | 22 settembre 2019 | Shymkent Open, Şımkent                | Terra rossa | Tamara Čurović       | 6-2, 7-5         |
| 2. | 18 aprile 2021    | Egypt ITF World Tennis Tour, Il Cairo | Terra rossa | Eri Shimizu          | 6-1, 6-0         |
| 3. | 2 maggio 2021     | Egypt ITF World Tennis Tour, Il Cairo | Terra rossa | Jibek Kulambaeva     | 3-6, 6-4, 6-4    |
| 4. | 1º agosto 2021    | Reinert Open, Versmold                | Terra rossa | Federica Di Sarra    | 6(4)-7, 6-2, 6-2 |
| 5. | 7 maggio 2023     | Wiesbaden Tennis Open, Wiesbaden      | Terra rossa | Jaimee Fourlis       | 6-2, 6-0         |

#### Sconfitte (7)
| Torneo $100.000 (0) |
| Torneo $80.000 (0)  |
| Torneo $60.000 (2)  |
| Torneo $40.000 (0)  |
| Torneo $25.000 (1)  |
| Torneo $15.000 (4)  |

| N. | Data             | Torneo                                                        | Superficie      | Avversaria in finale | Punteggio     |
| 1. | 25 agosto 2019   | ITF Moscow Open, Mosca                                        | Terra rossa     | Amina Anšba          | 4–6, 3-6      |
| 2. | 13 dicembre 2020 | Egypt ITF World Tennis Tour, Il Cairo                         | Terra rossa     | Carolina Alves       | 0-6, 5-7      |
| 3. | 24 gennaio 2021  | Egypt ITF World Tennis Tour, Il Cairo                         | Terra rossa     | Sinja Kraus          | 2-6, 3-6      |
| 4. | 9 maggio 2021    | Egypt ITF World Tennis Tour, Il Cairo                         | Terra rossa     | Gergana Topalova     | 3-6, 3-6      |
| 5. | 23 ottobre 2021  | Internacionales de Andalucia Femeninos de Tenis, Siviglia     | Terra rossa     | Diane Parry          | 2-6, 0-6      |
| 6. | 28 novembre 2021 | Aberto da República, Brasilia                                 | Terra rossa (i) | Panna Udvardy        | 6-0, 4-6, 3-6 |
| 7. | 30 luglio 2022   | Internazionali di Tennis del Friuli Venezia Giulia, Cordenons | Terra rossa     | Panna Udvardy        | 2-6, 0-6      |

### Doppio

#### Vittorie (9)
| Torneo $100.000 (0) |
| Torneo $80.000 (0)  |
| Torneo $60.000 (1)  |
| Torneo $40.000 (0)  |
| Torneo $25.000 (0)  |
| Torneo $15.000 (8)  |

| N. | Data              | Torneo                                                        | Superficie  | Compagna              | Avversarie in finale                         | Punteggio        |
| 1. | 24 agosto 2019    | ITF Moscow Open, Mosca                                        | Terra rossa | Taisja Pačkaleva      | Ekaterina Makarova Svjatlana Piraženka       | 6-2, 7-5         |
| 2. | 21 settembre 2019 | Shymkent Open, Şımkent                                        | Terra rossa | Viktoryja Kanapackaja | Yekaterina Dmitrichenko Avelina Sajfetdinova | 6-3, 6-0         |
| 3. | 14 novembre 2020  | Jolie Ville Golf Women's, Sharm el-Sheikh                     | Cemento     | Iryna Šymanovič       | Valentina Ryser Lulu Sun                     | 6-4, 6-1         |
| 4. | 28 novembre 2020  | Egypt ITF World Tennis Tour, Il Cairo                         | Terra rossa | Hanna Kubarava        | Anastasia Nefedova Jazmín Ortenzi            | 6-3, 7-5         |
| 5. | 16 gennaio 2021   | Egypt ITF World Tennis Tour, Il Cairo                         | Terra rossa | Lexie Stevens         | Gloria Ceschi Marion Viertler                | 6-1, 6–2         |
| 6. | 23 gennaio 2021   | Egypt ITF World Tennis Tour, Il Cairo                         | Terra rossa | Lexie Stevens         | Emma Davis Anastasia Nefedova                | 6-1, 6-2         |
| 7. | 17 aprile 2021    | Egypt ITF World Tennis Tour, Il Cairo                         | Terra rossa | Park So-hyun          | Barbora Matúšová Anastasija Zolotareva       | 6-4, 6-4         |
| 8. | 24 aprile 2021    | Egypt ITF World Tennis Tour, Il Cairo                         | Terra rossa | Marija Timofeeva      | Isabelle Haverlag Merel Hoedt                | 1–6, 6–4, [10–8] |
| 9. | 14 agosto 2021    | ITF World Tennis Tour Gran Canaria, San Bartolomé de Tirajana | Terra rossa | Oksana Selechmet'eva  | Arianne Hartono Olivia Tjandramulia          | 7-5, 6-2         |

#### Sconfitte (7)
| Torneo $100.000 (0) |
| Torneo $80.000 (0)  |
| Torneo $60.000 (1)  |
| Torneo $40.000 (0)  |
| Torneo $25.000 (0)  |
| Torneo $15.000 (6)  |

| N. | Data              | Torneo                                                        | Superficie  | Compagna              | Avversarie in finale                    | Punteggio        |
| 1. | 12 agosto 2017    | Summer Cup, Mosca                                             | Terra rossa | Avelina Sajfetdinova  | Ilona Kramen' Iryna Šymanovič           | 4-6, 4-6         |
| 2. | 14 settembre 2019 | Shymkent Open, Şımkent                                        | Terra rossa | Viktoryja Kanapackaja | Veronika Pepeljaeva Mariia Tkačeva      | 4-6, 4-6         |
| 3. | 21 novembre 2020  | Jolie Ville Golf Women's, Sharm el-Sheikh                     | Cemento     | Iryna Šymanovič       | Michaela Bayerlová Laetitia Pulchartová | 4-6, 5-7         |
| 4. | 5 dicembre 2020   | Egypt ITF World Tennis Tour, Il Cairo                         | Terra rossa | Hanna Kubarava        | Anna Sisková Lexie Stevens              | 6–3, 4–6, [8–10] |
| 5. | 12 dicembre 2020  | Egypt ITF World Tennis Tour, Il Cairo                         | Terra rossa | Anastasija Tichonova  | Dar'ja Mišina Noel Saidenova            | 2–6, 6–2, [9–11] |
| 6. | 1º maggio 2021    | Egypt ITF World Tennis Tour, Il Cairo                         | Terra rossa | Oana Gavrilă          | Nicole Fossa Huergo Jibek Kulambaeva    | 3–6, 2–6         |
| 7. | 13 agosto 2022    | ITF World Tennis Tour Gran Canaria, San Bartolomé de Tirajana | Terra rossa | Diana Šnaider         | Ángela Fita Boluda Arantxa Rus          | 4-6, 4-6         |

## Statistiche contro giocatrici Top 10

### Testa a testa
Le tenniste in grassetto sono le giocatrici in attività. Nella tabella riportata sono segnati i migliori piazzamenti nella classifica mondiale WTA; le giocatrici possono aver occupato una posizione diversa al momento dell'incontro.
| Giocatrice                     | Vittorie–Sconfitte | V–S % | Cemento   | Terra rossa | Erba      | Ultimo incontro                                      |
| Numero 1 del ranking mondiale  |                    |       |           |             |           |                                                      |
| Viktoryja Azaranka             | 0–1                | 0%    | 0–1       | –           | –         | Perso (4-6, 2-6) Guadalajara Open Akron 2022         |
| Numero 2 del ranking mondiale  |                    |       |           |             |           |                                                      |
| Ons Jabeur                     | 1–0                | 100%  | 1–0       | –           | –         | Vinto (6-1, 4-6, 6-3) Miami Open 2024                |
| Numero 3 del ranking mondiale  |                    |       |           |             |           |                                                      |
| Maria Sakkarī                  | 1–0                | 100%  | 1–0       | –           | –         | Vinto (6-4, 6-4) Australian Open 2024                |
| Elena Rybakina                 | 0–1                | 0%    | –         | 0–1         | –         | Perso (4-6, 6(0)-7) Internazionali BNL d'Italia 2022 |
| Elina Svitolina                | 0–1                | 0%    | 0–1       | –           | –         | Perso (4-6, 3-6) Abierto GNP Seguros 2024            |
| Numero 4 del ranking mondiale  |                    |       |           |             |           |                                                      |
| Bianca Andreescu               | 1–0                | 100%  | 1–0       | –           | –         | Vinto (6-4, 7-5) Cincinnati Open 2024                |
| Belinda Bencic                 | 1–0                | 100%  | –         | 1–0         | –         | Vinto (6-3, 2-6, 6-4) Open di Francia 2023           |
| Numero 5 del ranking mondiale  |                    |       |           |             |           |                                                      |
| Sara Errani                    | 1–0                | 100%  | –         | 1–0         | –         | Vinto (6-1, 6-0) Copa Colsanitas 2023                |
| Jeļena Ostapenko               | 1–1                | 50%   | 1–1       | –           | –         | Vinto (2-6, 6-2, 6-2) Cincinnati Open 2024           |
| Jasmine Paolini                | 0–1                | 0%    | –         | 0–1         | –         | Perso (6-4, 0-6, 1-6) Open di Francia 2024           |
| Numero 7 del ranking mondiale  |                    |       |           |             |           |                                                      |
| Zheng Qinwen                   | 1–0                | 100%  | –         | 1–0         | –         | Vinto (3-6, 6-3, 7-6(6)) Open di Francia 2024        |
| Danielle Collins               | 0–1                | 0%    | 0–1       | –           | –         | Perso (1-6, 2-6) Miami Open 2024                     |
| Numero 8 del ranking mondiale  |                    |       |           |             |           |                                                      |
| Dar'ja Kasatkina               | 1–0                | 100%  | –         | –           | 1–0       | Vinto (6-2, 3-6, 7-6(7)) Bett1 Open 2023             |
| Emma Navarro                   | 0–1                | 0%    | 0–1       | –           | –         | Perso (1-6, 2-6) ASB Classic 2024                    |
| Karolína Muchová               | 0–2                | 0%    | –         | 0–1         | 0–1       | Perso (1-3 rit.) Rothesay International 2024         |
| Numero 10 del ranking mondiale |                    |       |           |             |           |                                                      |
| Beatriz Haddad Maia            | 0–1                | 0%    | 0–1       | –           | –         | Perso (6-4, 0-6, 2-6) US Open 2024                   |
| Totali                         | 8–10               | 44%   | 4–6 (40%) | 3–3 (50%)   | 1–1 (50%) | Aggiornato al 15 agosto 2024                         |

### Vittorie contro giocatrici Top 10
| Stagione | 2024 | Totale |
| Vittorie | 3    | 3      |

| #    | Giocatrice    | Ranking | Evento                     | Superficie  | Turno | Punteggio        | Rank. EAR |
| ---- | ------------- | ------- | -------------------------- | ----------- | ----- | ---------------- | --------- |
| 2024 |               |         |                            |             |       |                  |           |
| 1.   | Maria Sakkarī | 8       | Australian Open, Melbourne | Cemento     | 2T    | 6-4, 6-4         | 74        |
| 2.   | Ons Jabeur    | 6       | Miami Open, Miami Gardens  | Cemento     | 2T    | 6-1, 4-6, 6-3    | 65        |
| 3.   | Zheng Qinwen  | 8       | Open di Francia, Parigi    | Terra rossa | 3T    | 3-6, 6-3, 7-6(6) | 70        |